# Milford (Iowa)
Milford ist eine Stadt (mit dem Status „City“) im Dickinson County im US-amerikanischen Bundesstaat Iowa. Das U.S. Census Bureau hat bei der Volkszählung 2020 eine Einwohnerzahl von 3.321 ermittelt.

## Geografie
Milford liegt im Süden der Iowa Great Lakes genannten Region im Nordwesten Iowas. Die Stadt liegt am Milford Creek, der über den Little Sioux River zum Stromgebiet des Missouri gehört. Die Staatsgrenze nach Minnesota befindet sich rund 20 km nördlich der Stadt; die vom Big Sioux River gebildete Grenze Iowas zu South Dakota verläuft rund 120 km westlich.
Die geografischen Koordinaten von Milford sind 43°19′29″ nördlicher Breite und 95°09′00″ westlicher Länge. Die Stadt erstreckt sich über eine Fläche von 5,93 km² und verteilt sich über die Okoboji, die Milford sowie die Center Grove Township.
Nachbarorte von Milford sind West Okoboji und Arnolds Park (an der nördlichen Stadtgrenze), Spirit Lake (13,8 km nordnordöstlich), Terril (17,2 km östlich), Fostoria (9,8 km südlich), Spencer (20 km in der gleichen Richtung) sowie Lake Park (28 km nordwestlich).
Die nächstgelegenen größeren Städte sind die Twin Cities in Minnesota (Minneapolis und Saint Paul) (301 km nordöstlich), Rochester in Minnesota (285 km ostnordöstlich), Waterloo (333 km ostsüdöstlich), Cedar Rapids (416 km in der gleichen Richtung), Iowas Hauptstadt Des Moines (326 km südöstlich), Nebraskas größte Stadt Omaha (280 km südsüdwestlich), Sioux City (167 km südwestlich) und South Dakotas größte Stadt Sioux Falls (146 km westnordwestlich).

## Verkehr
Der U.S. Highway 71 verläuft in Nord-Süd-Richtung als Hauptstraße durch Milford. Alle weiteren Straßen sind untergeordnete Landstraßen, teils unbefestigte Fahrwege sowie innerörtliche Verbindungsstraßen.
Mit dem Spirit Lake Municipal Airport befindet sich 8 km nördlich ein kleiner Flugplatz. Die nächsten Verkehrsflughäfen sind der Minneapolis-Saint Paul International Airport (298 km nordöstlich), der Des Moines International Airport (317 km südöstlich), das Eppley Airfield in Omaha (273 km südsüdwestlich), der Sioux Gateway Airport in Sioux City (180 km südwestlich) und der Sioux Falls Regional Airport (152 km westnordwestlich).

## Bevölkerung
Nach der Volkszählung im Jahr 2010 lebten in Milford 2898 Menschen in 1276 Haushalten. Die Bevölkerungsdichte betrug 488,7 Einwohner pro Quadratkilometer. In den 1276 Haushalten lebten statistisch je 2,24 Personen.
Ethnisch betrachtet setzte sich die Bevölkerung zusammen aus 98,0 Prozent Weißen, 0,1 Prozent Afroamerikanern, 0,1 Prozent amerikanischen Ureinwohnern, 0,6 Prozent Asiaten sowie 0,3 Prozent aus anderen ethnischen Gruppen; 0,9 Prozent stammten von zwei oder mehr Ethnien ab. Unabhängig von der ethnischen Zugehörigkeit waren 1,2 Prozent der Bevölkerung spanischer oder lateinamerikanischer Abstammung.
22,3 Prozent der Bevölkerung waren unter 18 Jahre alt, 59,8 Prozent waren zwischen 18 und 64 und 17,9 Prozent waren 65 Jahre oder älter. 50,3 Prozent der Bevölkerung waren weiblich.
Das mittlere jährliche Einkommen eines Haushalts lag bei 46.744 USD. Das Pro-Kopf-Einkommen betrug 24.600 USD. 12,7 Prozent der Einwohner lebten unterhalb der Armutsgrenze.